# Захарьевская улица (Санкт-Петербург)
Заха́рьевская у́лица — улица в Центральном районе Санкт-Петербурга. Проходит от Литейного проспекта до Потёмкинской улицы.

## История
- Первоначально — 2-я от Невы реки линия (1716—1780 годы, от Литейного проспекта за Потёмкинскую улицу).
- 1781—1793 годы — 2-я от Невы реки улица.
- 1724—1791 годы — 1-я Артиллерийская линия.
- Середина XVIII века — 1-я улица Артиллерийской слободы.
- 1776—1793 годы — 1-я Артиллерийская улица.
- 1792 год — 1-я улица.
- С середины XVIII века по 1808 год — Артиллерийская улица.
- В 1716 году «1-я, 2-я и 3-я линия, которые выше Литейного двора» были отведены по указу служащим в артиллерийском ведомстве. В 1724 году последовало распоряжение всем обустроившимся там разночинцам «строение своё с тех мест снесть и те места очистить в артиллерных линиях под селитьбу артиллерным служащим подлым». Однако к этому времени в первой линии уже было каменное строение, и было решено «чтоб вместо первой от реки Невы линии, отдана была под селение Артиллерийским служителям четвёртая линия». Произошло смещение нумерации линий от реки Невы и линий в Артиллерийской слободе. Позже под дома служителей артиллерийского ведомства была отдана и пятая линия от реки Невы.
- 1737—1782 годы — Пушкарская улица. Название дано по Пушкарской слободе.
- 1753 год — 2-я Береговая улица, фактически название не применялось.
- 1780 год — упразднён участок восточнее Потёмкинской улицы
- Современное название известно с 1789 года. Дано по имени церкви Захария и Елизаветы Кавалергардского полка, стоявшей на месте дома № 20. Церковь была построена в 1756 году, в 1899 году перестроена по проекту Леонтия Бенуа, а в 1948 году здание церкви было снесено.
- 1845—1851 годы — строительство единоверческой церкви Николая Чудотворца (на месте дома № 18)
- 6 октября 1923 года — 4 октября 1991 года — улица Каляева. Названа в честь И. П. Каляева.
- 4 октября 1991 года Захарьевской улице было возвращено историческое название.

## Примечательные здания и сооружения
- № 7 — дом Е. Н. Чихачева, 1843, 1908, арх. А. И. Низовцев.  7831896000
- № 9, литера А — доходный дом акционерного общества «Строитель», 1830, перестроен в 1909-м по проекту инженера-архитектора С. Г. Гингера. С 2022 года здание имеет статус объекта культурного наследия[1].  7831895000
- № 14 / Шпалерная ул., 33 / пр. Чернышевского, 5 — комплекс зданий Конторского двора Гоф-интендантской конторы, конец XVIII — начало XIX века.  7831901000
- № 16 / пр. Чернышевского, 8 — доходный дом Н. М. Мельговской, 1910—1911, арх-р С. А. Баранкеев.  7831900000
- № 17 — здание Военно-походной канцелярии, нач. XIX века  7810523000
- № 19 — здание Главной императорской квартиры и Военно-походной канцелярии, 1913—1915 гг.  7831899000
- № 23 — Доходный дом А. И. Нежинской, 1911—1913 гг., арх. М. А. Сонгайло.  7831898000
- № 31 — особняк Д. Б. Нейдгардта, 1911 — арх-р И. И. Бургазлиев, 1913 — арх-р И. А. Фомин. 7802156000
- № 41 / Потёмкинская ул., 3 — доходный дом К. А. Шрейбера, 1906, арх-р В. И. Ван-дер-Гюхт.  7831903000 Клубный ЖК «Три грации»